# 曾玟學
曾玟學（1987年12月19日—），臺灣無黨籍政治人物，生於臺北市，現任苗栗縣議會議員，同時也是「二〇四六 台灣」及這個世代連線成員，曾任台灣智庫副研究員、國立臺灣大學風險社會與政策研究中心研究助理。

## 早年生涯

### 家庭背景
曾玟學，雙親均為今臺中市人，父親於臺北市經營公司，曾玟學因此於臺北市出生、長大。曾玟學高中時，雙親離異，並隨母親同住。
曾玟學是民主進步黨籍前立法委員賴品妤伴侶，兩人於2020年公布戀愛關係。

### 學歷背景
曾玟學為國立臺北大學社會學系畢業，最高學歷為國立臺灣大學國家發展研究所法學碩士。

## 從政經歷

### 苗栗縣議員時期
曾玟學於國立臺灣大學研究所畢業後，因地緣關係曾於時代力量臺中市黨部服務，並擔任時代力量臺中黨部副執行長，加入徐永明競選團隊。並於2018年，以該黨籍身份參選第十九屆苗栗縣議員選舉，順利當選。
2019年5月，曾玟學針對南庄國中收受中國酒商捐助一案進行質詢，質疑此為中國統戰手段。中國國民黨籍議員鄭聚然亦於其後亦針對此事進行質詢，並表示「我不管什麼什麼統戰，誰給我錢誰就是爸媽」。2019年11月，曾玟學因應預算會期行文向苗栗縣政府索取相關資料，但遭縣府回覆「依法難行」之公文回覆，此事在議會引起強烈討論，其中國國民黨籍議員江村貴更脫口大罵粗語，該月亦舉發苗栗縣內有地政事務所涉嫌集體詐領差旅費。2019年12月10日，協助設立「苗栗縣石虎保育自治條例」，為全國首創地方政府對於單一物種之保育條例。苗栗縣議會因26年未刪減預算，被網友稱為「苗栗國」，曾玟學也因在Facebook貼出一疊「未拆封預算書」的照片，引發國民黨議員不滿，將成為苗栗縣第一位被提案送入紀律委員會的議員。
2020年4月，推動試行的頭份市清寧陸橋開放通行機車計畫過關，爾後將會延續施行。2020年8月，一段有關前時代力量黨主席黃國昌批評曾玟學的錄音檔被洩露，在錄音檔中黃國昌表示如果沒有自己的支持曾玟學根本選不上時代力量決策委員。8月23日，曾玟學宣佈因「無法在這種組織文化中繼續下去」退出時代力量。2020年10月16日，曾玟學宣布與立法委員賴品妤、林昶佐、洪申翰、基隆市議員張之豪、臺北市議員林穎孟、林亮君、黃郁芬、新北市議員戴瑋姍、臺中市議員黃守達、高雄市議員黃捷、高閔琳等人組成「二〇四六 台灣」。2020年12月，督促苗栗縣政府民政處應把關「金鏟子」品質。
2021年3月，提案取消苗栗監理站前路口強制機車兩段式左轉。2021年6月，京元電子爆發2019冠状病毒病群聚感染，曾玟學質疑該司有擋假、取消分流等不當作為。2021年7月，揭發苗栗縣政府同意民代以第二類身分登記施打疫苗。2021年10月，建議刪除苗栗縣政府八百萬亂丟菸蒂檢舉獎金，減輕財務負擔。
2022年，曾玟學擔任民主進步黨籍苗栗縣縣長候選人徐定禎競選總部發言人。個人則是以無黨籍身分競選第十九屆苗栗縣議員選舉連任，選區同為第五選舉區，選舉結果獲得1萬1,149票，以該選舉區第一高票成績當選連任。
2023年以無黨籍身分與民進黨「民主大聯盟」合作參選苗栗縣第二選舉區立法委員。雖然未能當選，但相較上屆差距四萬票大幅縮小至一萬六千多票，並且在藍營優勢區頭份市及卓蘭鎮領先對手邱鎮軍，創下該選區非國民黨籍最高得票紀錄。

## 選舉紀錄
| 年度 | 選舉屆數               | 選舉區           | 所屬政黨 | 得票數 | 得票率 | 當選標記   | 備註                               |
| ---- | ---------------------- | ---------------- | -------- | ------ | ------ | ---------- | ---------------------------------- |
| 2018 | 第十九屆苗栗縣議員選舉 | 苗栗縣第五選舉區 | 時代力量 | 5,030  | 8.38%  |            |                                    |
| 2022 | 第二十屆苗栗縣議員選舉 | 苗栗縣第五選舉區 | 無黨籍   | 11,149 | 19.00% | 全縣最高票 |                                    |
| 2024 | 第十一屆立法委員選舉   | 苗栗縣第二選舉區 | 無黨籍   | 72,749 | 44.95% |            | 獲得民進黨以「民主大聯盟」模式支持 |

## 外部連結
- 曾玟學 苗栗縣議員的Facebook專頁
- 曾玟學的Facebook專頁
- 曾玟學的Instagram帳戶
- YouTube上的曾玟學頻道